# Капличский Воротын (Калинковичский район)
Капличский Воротын (бел. Капліцкі Варатын) — деревня в Савичском сельсовете Калинковичского района Гомельской области Беларуси.

## География

### Расположение
В 38 км на северо-запад от районного центра, 40 км от железнодорожной станции Калинковичи (на линии Гомель — Лунинец), 160 км от Гомеля.

### Гидрография
На севере и западе мелиоративные каналы.

## Транспортная сеть
Транспортные связи по просёлочной, затем автомобильной дороге Калинковичи — Бобруйск. Планировка состоит из прямолинейной улицы, ориентированной с юго-запада на северо-восток и застроенной двусторонне деревянными крестьянскими усадьбами. Построена 136 кирпичных домов коттеджного типа, в которых разместились переселенцы из Чернобыльской зоны, преимущественно из деревни Довляды Наровлянского района.

## История
По письменным источникам известна с XIX века как застенок в Крюковичской волости Речицкого уезда Минской губернии. В 1879 году обозначена как селение в Колковском церковном приходе. В 1930 году жители вступили в колхоз. Во время Великой Отечественной войны в боях около деревни погибли 298 советских солдат (похоронены в братской могиле). 44 жителя погибли на фронте. Согласно переписи 1959 года в составе совхоза «Тремлянский» (центр — деревня Савичи). Располагалось отделение связи.

## Население

### Численность
- 2004 год — 30 хозяйств, 48 жителей.

### Динамика
- 1897 год — 22 двора, 163 жителя (согласно переписи).
- 1959 год — 195 жителей (согласно переписи).
- 2004 год — 30 хозяйств, 48 жителей.